# Gustavo Ávila (futbolista)
Gustavo Ávila (Ciudad de Panamá, 21 de abril de 1981) es un exfutbolista panameño que jugaba de mediocampista.

## Selección nacional
Participó con la selección de Panamá en el año 2005 en el equipo que fue subcampeón de la Copa de Oro de la Concacaf 2005. En la Selección de Panamá ha jugado 6 partidos y no ha marcado goles.

### Participaciones en selección nacional
| Copa          | Sede           | Resultado  | Partidos | Goles |
| ------------- | -------------- | ---------- | -------- | ----- |
| Copa Oro 2005 | Estados Unidos | Subcampeón | 4        | 0     |

## Clubes

### Como jugador
| Club                   | País           | Año       |
| ---------------------- | -------------- | --------- |
| Árabe Unido            | Panamá         | 2004-2006 |
| Plaza Amador           | Panamá         | 2006      |
| Puerto Rico Islanders  | Estados Unidos | 2007      |
| Vida                   | Honduras       | 2007-2008 |
| Árabe Unido            | Panamá         | 2008-2009 |
| Sporting San Miguelito | Panamá         | 2010      |
| Santos de Guápiles     | Costa Rica     | 2011      |
| Sporting San Miguelito | Panamá         | 2011-2012 |
| Atlético Nacional      | Panamá         | 2013-2015 |

### Como entrenador
| Club              | País   | Año  |
| ----------------- | ------ | ---- |
| Sporting SM       | Panamá | 2018 |
| Costa del Este FC | Panamá | 2019 |

## Palmarés

### Campeonatos nacionales
| Título                | Club        | País   | Año  |
| --------------------- | ----------- | ------ | ---- |
| Anaprof Clausura 2008 | Árabe Unido | Panamá | 2008 |
| LPF Apertura 2009     | Árabe Unido | Panamá | 2009 |